# Anticollix lysimachiata
Anticollix lysimachiata là một loài bướm đêm trong họ Geometridae.